# Colegialidad
La colegialidad  o colegiatura es un principio de gobierno o administración fundado en la responsabilidad solidaria de los miembros de un órgano colegiado, compuesto por varias personas que toman sus decisiones conjuntamente, equilibrando el ejercicio del poder. Un término cercano es el de colegislación, es decir legislación compartida.

## En la República romana
La colegialidad o colegiatura era un principio de funcionamiento de todas las magistraturas romanas por el cual debía haber al menos un par de magistrados en cada cargo, en contraposición a la Monarquía anterior donde el poder se concentraba en una persona. Esta característica pluripersonal de la administración obligaba a que los magistrados actuaran colegiadamente, pues uno de ellos podía interponer un veto (intercessio) a cualquier decisión de su colega que pudiera parecerle errónea. La única excepción era la dictadura, prevista como magistratura extraordinaria suprema en situaciones de peligro para la República.

## En la Iglesia católica
Colegialidad se refiere a la responsabilidad y autoridad compartida que tienen los obispos, guiados por el papa, en la enseñanza, la santificación y el gobierno de la Iglesia. Se manifiesta en el afecto entre los obispos, que sienten su responsabilidad más allá de la Iglesia particular.